# St. Margareta (Windsbach)

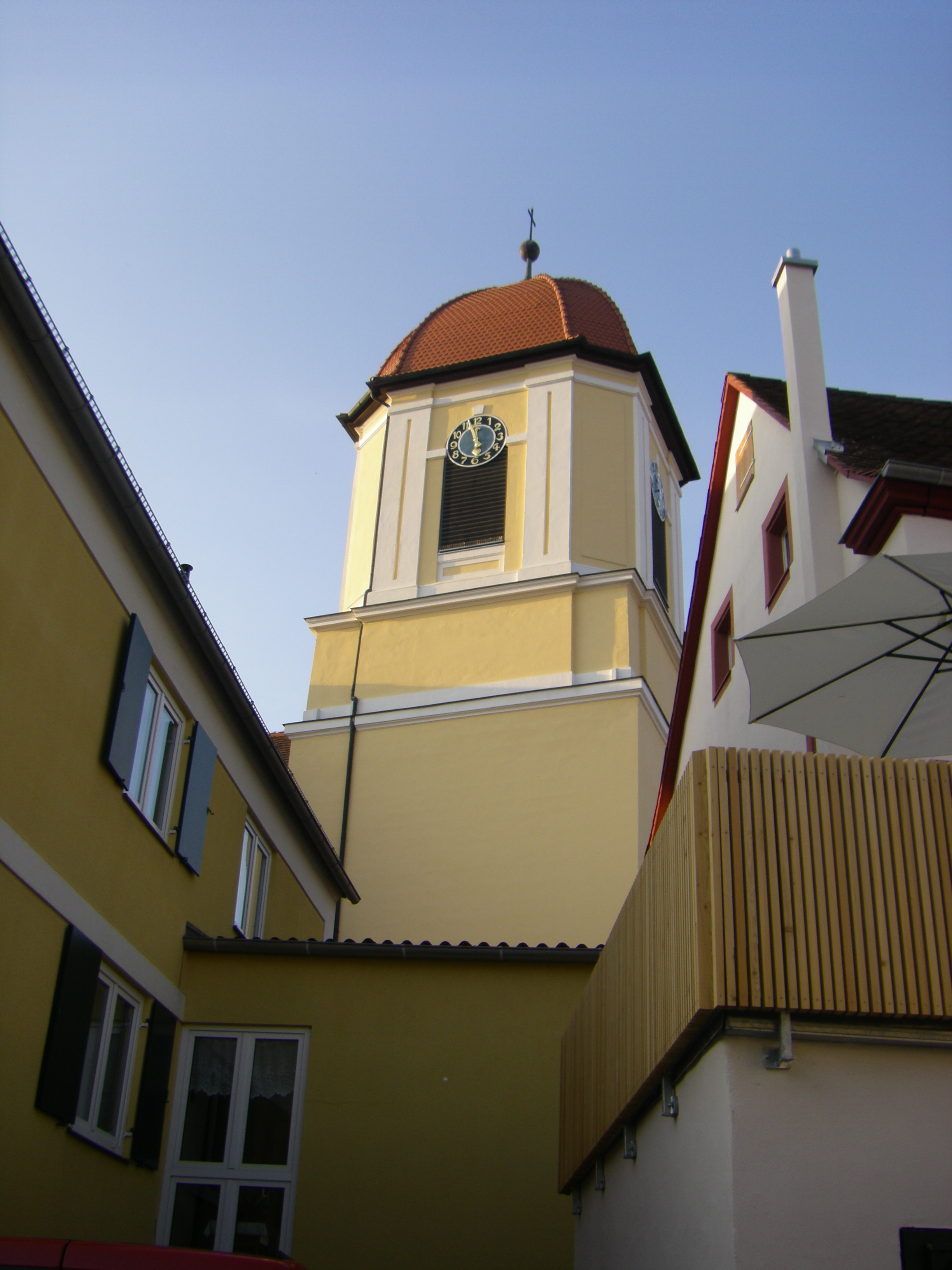
St. Margaretakirche in Windsbach von der Kolbenstraße aus gesehen

St. Margareta ist eine nach der Märtyrerin Margareta von Antiochia benannte Kirche der evangelisch-lutherischen Kirchengemeinde Windsbach, die dem Dekanat Windsbach angehört.

## Geschichte und Ausstattung
Für das Jahr 1183 ist bezeugt, dass Bischof Otto von Eichstätt in Windsbach eine Margaretenkirche weihte. Die Wehrkirche wurde anstelle der alten, wohl baufällig gewordenen Holzkirche errichtet. 1317 wurde sie vergrößert. 1728/30 kam es unter Beibehaltung der Turmsubstanz unter der Baudirektion von Carl Friedrich von Zocha nach Plänen von Johann David Steingruber zu einem grundlegenden Neubau im schlichten Markgrafenstil mit kreuzförmigem Grundriss, wobei auch Steine der abgegangenen Kirche St. Otto (Hergersbach) verwendet wurden. Typisch für den Markgrafenstil sind die geräumigen Emporen, die auf sogenannten toskanischen Säulen weit in den Kirchenraum hineinragen. Von der Ausstattung ist lediglich die Kanzel ursprünglich.

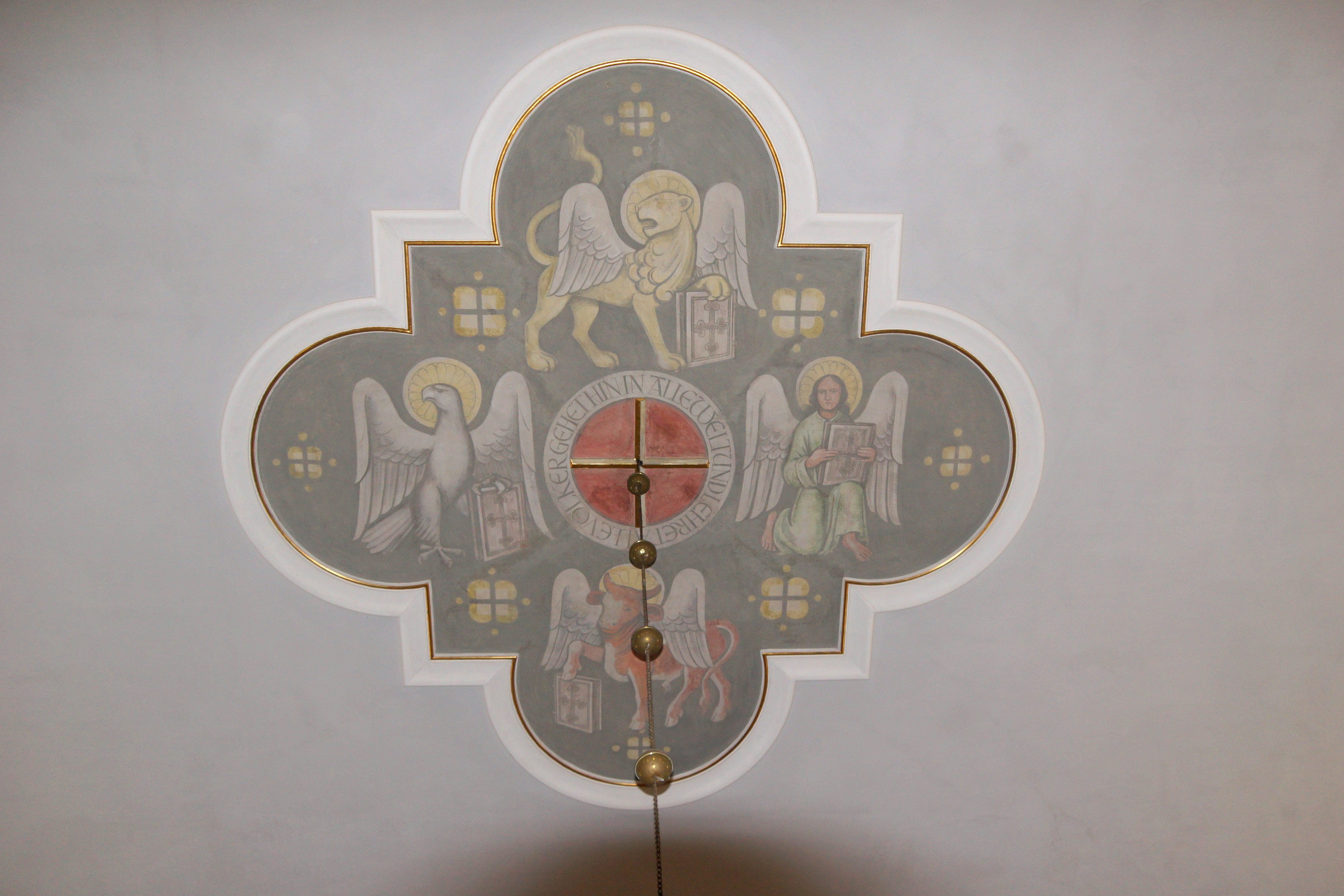
Deckenfresko mit traditioneller Darstellung der vier Evangelisten.

Die sonst schmucklose Decke ziert über dem Kreuzungspunkt ein großes Fresko, das die vier Evangelisten mit den üblichen Evangelistensymbole darstellt. Vom Altar aus gesehen oben der Löwe, der für Markus steht, links darunter Johannes (Adler), rechts Matthäus (Mensch) und unten Lukas (Stier). Die Berandung des zentralen Kreises zitiert den Sendungsauftrag „Gehet hin in alle Welt und lehret alle Völker“.

Leuchter der Windsbacher Stadtkirche St. Margareta.

Aus dem Mittelpunkt hängt der große Leuchter.
Eine umfassende Renovierung erfolgte 1947.
Die heutige Orgel wurde 2022 von der Firma Hoffmann und Schindler aus Teilen des Vorgängerinstruments aus den Jahren 1928 und 1967 sowie unter Verwendung der ehemaligen Steinmeyer-Orgel des Richard-Strauss-Konservatoriums in München erbaut. Als Besonderheit verfügt sie über ein Teilwerk im Chorraum, welches 1967 erbaut wurde.

## Kirchengemeinde
Die Kirchengemeinde Windsbach gilt als sogenannte Urpfarrei, die bereits vor dem Jahr 1000 bestanden haben muss. 1530 wurde unter Pfarrer Hans Rumpf die Gemeinde evangelisch-lutherisch. Aktuell hat die Gemeinde 3092 Mitglieder (Stand: 2009) und umfasst folgende Orte:
- Bölleinsmühle
- Elpersdorf
- Gersbach
- Hölzleinsmühle
- Ismannsdorf
- Kugelmühle
- Mitteleschenbach
- Moosbach (ab 1603)
- Neuses (ab 1603)
- Retzendorf
- Sallmannshof
- Sauernheim
- Schwalbenmühle
- Speckheim
- Utzenmühle
- Wernsmühle
- Windsbach
- Wolfsau

Windsbach hatte ursprünglich vier Filialen, von denen St. Otto (Hergersbach), 1617 St. Jakobus (Dürrenmungenau) sowie 1730 St. Georg (Bertholdsdorf) und St. Andreas (Wassermungenau) selbständig wurden. Wahrscheinlich war auch St. Marien (Winkelhaid) eine Filiale von St. Margareta.
Bis 1807 gehörten auch einzelne Anwesen von Bechhofen, Haag und Wernsbach zu der Kirchengemeinde. Im Zuge einer sogenannten Purification, die die Kammer Ansbach 1807 anordnete, kamen diese Anwesen nach St. Nikolai (Neuendettelsau).
Zu der Kirchengemeinde gehören die Gottesruhkapelle St. Stephan und die Friedhofskapelle Christenruh.

## Pfarrer
- 1530–1539 Hans Rumpf
- 1540–1567 Kaspar Grimm
- 1567–1577 Peter Braun
- 1577–1584 Konrad Ley
- 1584–1592 Johann Lang
- 1592–1604 Johann Wagner
- 1605–1612 Andreas Schrotzberger
- 1613–1623 Heinrich Förster
- 1623–1634 Vakanz
- 1632–1634 Johann Schäfer
- 1635–1640 Nikolaus Sutor (Schuster)
- 1641–0000 Michael Wenig
- 1641–1659 Antonius Christophorus
- 1659–1667 Adam Hahn
- 1667–1687 Sebald Cramer
- 1688–1728 Johann Engelhardt
- 1729–1734 Gottfried Vocke
- 1734–1736 Johann Hallfelder
- 1737–1748 Volkmar Kiefhuber
- 1748–1755 Christoph Steinmann
- 1756–1775 Georg Meintel, Dr. theol.
- 1776–1783 Conrad Ebersherger
- 1784–1793 Friedrich Pelican
- 1794–1800 Jakob Fries
- 1801–1809 Gottlieb Vocke
- 1809–1823 Johann Adolf Rudolf Karl Sturm
- 1823–1831 Philipp Oppenrieder
- 1831–1847 Christian Philipp Heinrich Brandt
- 1848–1856 Eduard Bachmann
- 1856–1875 Johann Tobias David Immanuel Paul Müller
- 1876–1892 Josef Schlier
- 1892–1908 Adolf Elsperger
- 1908–1912 Adolf Hermann
- 1912–1934 Friedrich Keil
- 1935–1947 Hermann Bohrer
- 1947–1968 Heinz Seifert
- 1968–1984 Hans-Georg Meyer
- 1984–2001 Günther Zeilinger
- 2001–2012 Horst Heißmann
- 2012–0000  Dekan Klaus Schlicker / Pfarrerin Heimtraud Walz